# Krimi am Freitag
Krimi am Freitag war eine Reihe von insgesamt 360 unterhaltenden Kriminalhörspielen im Halbstunden-Format der Hauptabteilung Funkdramatik des DDR-Rundfunks, die zwischen 1975 und 1991 produziert und gesendet wurden.

## Geschichte
Die beim Rundfunk der DDR entstandenen Hörspiele mit Kriminal-Sujets hatten bis in die 70er Jahre überwiegend propagandistischen aufklärerischen Charakter. Ob es um die Aufarbeitung von Verbrechen aus der Zeit des Nationalsozialismus ging, um West-Ost-Spionage- bzw. Sabotage in den Zeiten des Kalten Krieges oder um kriminelles Handeln innerhalb der DDR-Gesellschaft – meist trugen die Kriminalhörspiele des DDR-Rundfunks einen vorwiegend belehrenden, erzieherischen Charakter.
Um endlich den populären Krimireihen der Hörfunkprogramme von ARD und RIAS ein ebenfalls unterhaltsames Pendant entgegenzusetzen, wurde in der Hauptabteilung Funkdramatik Mitte der siebziger Jahre das Format einer Krimireihe entwickelt, die mit Halbstunden-Produktionen ab 23. Januar 1976 im Programm von Radio DDR I auf Sendung ging. Autorengewinnung, Stoff- und Stückentwicklung wurden der Abteilung „Unterhaltende Sendereihen“, Leitung: Erwin Ziemer, zugeordnet.
Die Startsendung stammte aus der Feder von Gerhard Jäckel und trug den Titel Tod im Central-Hotel, Regie: Klaus Zippel. Der Sendetermin war freitagabends jeweils 21.30 Uhr. Deshalb titelte man die Reihe Krimi am Freitag und präsentierte sie mit einem von Martin Hattwig (1920–2003) komponierten und mit starkem Echoeffekt von Hans-Georg Thies gesprochenen Standardvorspann (Dauer: 40 Sekunden).
Um möglichst schnell ausreichend Krimis dieses Formats bieten zu können, kamen erfahrene und auch zusätzliche Entwicklungsdramaturgen zum Einsatz: Ludwig Achtel, Torsten Enders, Joachim Herz-Glombitza, Dr. Adolf Sckerl, Barbara Winkler und Erwin Ziemer. Da nicht gleich genügend routinierte Autoren für diese Halbstunden-Stücke zur Verfügung standen, schrieben auch verschiedene festangestellte Dramaturgen und Regisseure – oft auch unter Pseudonym – für diese Reihe – so etwa Horst Angermüller, Hans Bräunlich, Stephan Göritz, Siegfried Pfaff, Achim Scholz, Alfred Schrader, Karl-Heinz Tesch oder Erwin Ziemer.

## Produktions- und Sendepraxis
Im ersten Jahr, als noch nicht genügend Repertoire zur Verfügung stand, sendete man vierzehntäglich, später wöchentlich. So entstanden in reichlich 15 Jahren 360 solcher nonseriellen Halbstunden-Krimis, von denen über 90 % Originalstoffentwicklungen waren. Nur wenige waren Bearbeitungen von vorliegender Prosa. Die Schauplätze vieler dieser unterhaltend konzipierten Kriminalhörspiele wurden in die USA, nach Großbritannien, Österreich, Frankreich oder Skandinavien verlegt. Andere spielen im DDR-Alltag mit ermittelnden Kriminalisten der Volkspolizei, mit Abschnittsbevollmächtigten (ABV) etc.
Selbst wenn manche Autoren dieser beliebten Sendereihe mitunter über drei bis fünf Stücke hinweg mit wiederkehrenden Kommissar- oder Detektiv-Figuren arbeiten, bleiben es voneinander unabhängige Einzel-Hörspiele. Viele dieser Krimis am Freitag tragen Komödien-Charakter. Ob ihrer zunehmenden Beliebtheit erhielten die Halbstunden-Krimis später zusätzliche Sendeplätze und wurden auf Radio DDR I mittwochs 01.30 Uhr unter dem Rubrum Krimi zur Nacht und ebenfalls mittwochs 13.30 Uhr unter Krimi-Kabinett ausgestrahlt.
Zu den prägenden Autoren des Krimi am Freitag gehörten Schriftsteller wie Horst Berensmeier, Jan Eik, Hans Eschenburg, Horst G. Essler, Peter Gauglitz, Rita Herbst, Friedel Hohnbaum-Hornschuch, Gerhard Jäckel, Sybil Mehnert, Holmar Attila Mück, Barbara Neuhaus, Elifius Paffrath, Henning Pawel, Heinz Pelka, Inge Ristock, Dietrich Knak, Hans Kubisch, Monika Kubisch, Hans Lucke, Janos Rés, Astrid Rösel, Jens Simon, Karl-Heinz W. Schröter, Helmut H. Schulz, Günter Spranger, Linda Teßmer, Klaus G. Zabel und Gerd Zebahl.
Etwa die Hälfte dieser Produktionen wurden im Hörspielstudio des Funkhaus Springerstraße von der Regiegruppe Leipzig - Walter Niklaus, Leitung, Klaus Zippel, Günter Bormann und Annegret Berger realisiert.
In den Hörspielstudios des Funkhauses Nalepastraße inszenierten die Krimis Regisserinnen und Regisseure wie z. B. Bert Bredemeyer, Wolfgang Brunecker, Fritz-Ernst Fechner, Joachim Gürtner, Werner Grunow, Uwe Haacke, Hans Knötzsch, Detlef Kurzweg, Ingeborg Medschinski, Edith Schorn, Joachim Staritz u. a.
In den Jahren 1990 und 1991 bot auch Sachsen Radio Leipzig diesem Krimiformat wöchentliche Sendeplätze und widmete ihm auch eigene Neuproduktionen – so etwa mit Unter Schock von Günter Spranger, Regie: Günter Bormann, Lady Macbeth auf Sieg von Günter Spranger, Regie: Bert Bredemeyer und Eine Madonna von Hans Lucke, Regie: Dieter Bellmann.
Zahlreiche Krimis dieser Reihe erlebten und erleben auch nach dem Ende des Rundfunks der DDR – inzwischen im Deutschen Rundfunkarchiv Potsdam archiviert und in der ARD-Hörspieldatenbank detailliert recherchierbar – als Übernahmen auf den Krimi-Sendeplätzen von Deutschlandradio, MDR Kultur, SWR2 etc. bis heute das Echo gefragter Reprisen.
Seit 2023 werden Produktionen dieser Sendereihe regelmäßig auch von Bastian Pastewka in seinem von Radio Bremen für die ARD produzierten Krimi-Podcast Kein Mucks! präsentiert.